# Orgy
Orgy est un groupe de metal industriel américain, originaire de Los Angeles, en Californie. Orgy décrit son style musical rock industriel sous le terme de « death pop ». Le groupe est mieux connu pour sa reprise de la chanson Blue Monday de New Order.

## Biographie

### Débuts
Orgy est formé en 1994 par le chanteur Jay Gordon et les guitaristes Amir Derakh et Ryan Shuck. Le bassiste Paige Haley, et le batteur Bobby Hewitt rejoignent bientôt cette formation. Derakh est connu pour avoir joué dans les années 1980 au sein du groupe de heavy metal Rough Cutt, et Hewitt était anciennement membre d'Electric Love Hogs. Gordon et Derakh étaient également producteurs de l'album homonyme de Coal Chamber. En six mois, Jonathan Davis, qui jouait avec Shuck dans Sexart, signe Orgy au label de Korn, Elementree Records.

### CandyassetVapor Transmission
En 1998, Orgy publie son premier album, Candyass, un titre inspiré de la drag queen qu'ils ont rencontré, qui se vend à deux millions d'exemplaires. L'album comprend deux  singles; une reprise de la chanson Blue Monday de New Order, et Stitches. La chanson Revival fait participer Jonathan Davis de Korn. Orgy fait ses débuts scéniques au EdgeFest, une émission radio annuelle qui se déroule à Tulsa, en Oklahoma, en 1998. Ils participent aussi à la tournée Family Values Tour avec Korn, Limp Bizkit, Ice Cube, Incubus, et Rammstein. Leur deuxième album, Vapor Transmission, orienté science fiction, est publié en 2000, et comprend les singles Fiction (Dreams in Digital) et Opticon.

### Autres projets etPunk Statik Paranoia
En 2001, Orgy publie la chanson Faces, la bande-son du film Zoolander. Orgy est invité à jouer la chanson Opticon dans l'épisode Sin Francisco de Charmed,. À la fin de 2003, les guitaristes Shuck et Derakh forment un projet parallèle, Julien-K, pour publier des chansons orientées électroniques enregistrées au sein d'Orgy. Jay Gordon remixe aussi la chanson Points of Authority de Linkin Park, sur leur album Reanimation, qu'ils rebaptisent Pts.of.Athrty. Après la sortie de Vapor Transmission, Orgy quitte Reprise Records et a déjà coupé les ponts avec Elementree. Gordon lance son propre label indépendant, D1 Music, afin de publier son troisième album, Punk Statik Paranoia, en 2004.

### Pause et retour
À la fin de juillet 2008, Shuck informe les fans du retour d'Orgy. Shuck et Derakh publient leur premier album sous le nom de Julien-K, intitulée Death to Analog, en mars 2009. La même année, ils publient aussi un album avec Chester Bennington de Linkin Park sous le nom de Dead by Sunrise. Le 30 mars 2010, Shuck informe que le groupe fera une tournée en 2010. Le 25 octobre 2010, Ryan Shuck et Amir Derakh informent qu'ils ne feront plus partie d'Orgy. Le 7 novembre 2011, Blabbermouth.net détaille un conflit entre le chanteur Gordon et les guitaristse Shuck et Derakh qui aurait été hors de contrôle.
Le 3 février 2012, Orgy est annoncée pour une tournée de cinq semaines intitulée Bad Blood Tour. Jay Gordon reste le seul membre original d'Orgy à apparaître en tournée.
Le 4 août 2012, Orgy publie la démo d'une nouvelle chanson, Grime of the Century. En 2013, Orgy se lance dans la tournée Wide Awake and Dead Tour avec Vampires Everywhere! et Davey Suicide. Orgy lance un appel aux dons pour financer leur futur album. En 2015, ils publient leur premier album en 11 ans ; un EP intitulé Talk Sick, et en prévoient un autre, Entropy, dans les mois qui viennent.

## Style musical et influences
Le style musical du groupe est orienté metal alternatif,, rock industriel, metal industriel, rock électronique et nu metal.

## Membres

### Membres actuels
- Mac Demarco – chant guitare (depuis 2024)
- Carlton Bost – guitare solo (depuis 2011)
- Nic Speck – guitare basse (depuis 2011)
- Creighton Emrick – guitare rythmique, synthétiseur (depuis 2013)
- Bobby Amaro – batterie, percussions (depuis 2013)

### Anciens membres
- Ryan Shuck – guitare solo (1994–2005, 2010)
- Amir Derakh – guitare rythmique, synthétiseur (1994–2005, 2010)
- Bobby Hewitt – batterie, percussions (1994–2005)
- Paige Haley – basse (1994–2005)
- Ashburn Miller – guitare rythmique, synthétiseur, claviers (2011–2013)
- Jay Gordon - chant (1994-2005 2010-2024)

## Discographie

### Albums studio
- 1998 : Candyass
- 2000 : Vapor Transmission
- 2004 : Punk Statik Paranoïa

### DVD
- 2000 : Trans Global Spectacle DVD